# Gunnar Weinberg
Gunnar Emil Weinberg, född 30 augusti 1876 i Göteborg, död 30 mars 1959 i Stockholm, var en svensk målare, tecknare och grafiker.
Han var son till försäkringstjänstemannen Emil Weinberg och Carolina Lundberg och gift med Ebba Swensson. Weinberg studerade vid Slöjdföreningens skola i Göteborg 1892–1894, Högre konstindustriella skolan i Stockholm 1896-1899 samt vid Konstakademien 1900-1905 där han tilldelades Kanslermedaljen 1904 och den Kungliga medaljen 1905. Under sin tid vid akademien deltog han även i Axel Tallbergs etsningskurs. Mellan studierna i Göteborg och Stockholm vistades han i Paris där han i Montparnasse bodde granne med Louis Nilsson, Carl Eldh och Carl Milles och senare  genomfördes ytterligare studier utomlands, bland annat i Italien, Sydfrankrike och Spanien. Under resan till Spanien 1907 studerade han tillsammans med akademikamraten Karl Isakson vid Kristian Zahrtmanns målarskola i Cività d´Antino. Separat ställde han ut några gånger på Konstnärshuset i Stockholm samt i Tranås. Han medverkade i Konst och industriutställningen i Lund 1907, Svenska konstnärernas förenings utställningar i Stockholm, Konstföreningen för södra Sveriges utställning i Lund 1911 och Sveriges allmänna konstförenings utställning i Stockholm 1941. Han var medlem av Konstnärsklubben i Stockholm. Weinberg ägnade sig åt bland annat porträttmåleri, stadsmotiv och landskapsmåleri, det senare gärna med Stockholmsmotiv. Han är representerad i Gripsholm, Nationalmuseum, Göteborgs historiska museum och på Helsingborgs museum.